# Abell 1689
Abell 1689 es un cúmulo de galaxias situado en la dirección de la constelación de Virgo. Es uno de los cúmulos mayores y más masivos conocidos, y actúa como una lente gravitacional, distorsionando las imágenes de galaxias que se encuentran detrás de él. Se encuentra a 2200 millones de años luz (670 megaparsecs) de distancia de la Tierra.
En febrero de 2008, se anunció que una de las galaxias amplificadas, A1689-zD1, era la más lejana encontrada hasta el momento.
Nota sobre la imagen a la derecha: Las galaxias que aparecen en amarillo en esta imagen pertenecen al cúmulo en sí mismo, no obstante, las rayas distorsionadas rojas y azules son galaxias del fondo aumentadas gravitacionalmente por el cúmulo. Algunas de las galaxias aumentadas se encuentran a 13 000 millones de años luz (4000 megaparsecs) de distancia. La propia zona de aumento tiene un ancho de 2 millones de años luz (0,60 megaparsecs).